# Kámianka (Odesa)
Kámianka (en ucraniano: Кам'янка) es un pueblo ucraniano perteneciente al óblast de Odesa. Situado en el suroeste del país, es parte del raión de Odesa y del municipio (hromada) de Vijoda.

## Toponimia
El nombre del asentamiento en otros idiomas de importancia en el pueblo es Kámenka (en ruso: Каменка). El lugar se conocía como Mannheim hasta 1945 (en alemán: Mannheim; en ucraniano: Мангейм). 

## Geografía
Kámianka se encuentra a unos 22 km de Odesa. 

## Historia
La colonia alemana de Mannheim fue fundada en 1808 por 60 familias procedentes de Baden, Alsacia, Palatinado y Prusia, después de que el zar Alejandro I accediera a la petición de los alemanes de reasentarse en la región del mar Negro.En 1886, Mannheim era el centro de un vólost del uyezd de Odesa, gobernación de Jersón. En estos tiempos había una iglesia católica romana, una escuela, 6 bancos y 3 bodegas. En 1915, la población de Mannheim superaba las dos mil personas.
En julio de 1919, la colonia de Mannheim se unió al levantamiento antibolchevique de Akarzhan, provocado por la distribución de alimentos y la movilización forzada al Ejército Rojo. En mayo y junio de 1920 se produjeron otros dos levantamientos antibolcheviques en el vólost de Mannheim, apoyados por campesinos ucranianos y colonos búlgaros.
Según la división administrativa de la URSS en 1923, se fundó el raión de Mannheim, que incluye los volosts de Mannheim, Zelt y Kurtiv.Entre 1923 y 1939, Mannheim fue parte del raión alemán de Selz, siendo su capital hasta 1930.
En septiembre de 1945, tras el desalojo de la población alemana, el pueblo pasó a llamarse Kámianka.

## Demografía
La evolución de la población de Kámianka entre 1989 y 2001 fue la siguiente:
| 299                                                           | 1679 | 1457 | 1390 |
| (Fuente: Cities & Towns of Ukraine y UKRAINE: Größere Städte) |      |      |      |

Según el censo de 2001, la lengua materna de la mayoría de los habitantes, el 68,13%, es el ucraniano; del 24,75%, el ruso; el rumano del 4,89% y el armenio, del 1,01%.

## Infraestructura

### Transporte
Kámianka está unida por una carretera local con Odesa.